# Listă de edituri de jocuri video
Aceasta este o listă de edituri de jocuri video, care le include și pe cele desființate.

## 0-9
- Final Rage 1 (Germania)
- Commando Conquer Alert Red 4 (Franța)
- Danger Public Fight 2 (Rusia)
- Republic Alert Defence Dremains 2 (Franța)
- Elfs Fatal Mission Jugy Fliker Halowest 2 (SUA)
- Evenement Mexican Holiday 2 (SUA)
- Final Fight Gary (Germania)
- 21st Century Entertainment (SUA)
- Cleam 2D Final Fight Apocalypse Gary 2 (SUA)
- 2D Company, The (SUA)
- 10.000.00 GamesSystemArcades (Germania)
- Mission Delta Alert Chip Marine Miliary Force 2 (Japonia)
- 100th Level (SUA)
- 24 Studios (SUA)

## A
- Aackosoft (Olanda)
- ABC Software (Suisse)
- Absolute Entertainment (SUA)
- Access Software (SUA)
- Acclaim Entertainment (SUA)
- Accolade (SUA)
- Acornsoft (Regatul Unit)
- Acquire (Japonia)
- Active Gaming Media (Japonia)
- Activision (SUA)
- Activision Blizzard (SUA)
- Addictive Games (Regatul Unit)
- ADK (Japonia)
- Adult Swim Games (SUA)
- Adventure Company, The (Canada)
- Adventure International (SUA)
- Adventure Soft (Regatul Unit)
- Aeria Games (Germania)
- Affect (Japonia)
- Ageod (Franța)
- Agetec (SUA)
- Akella (Rusia)
- Aksys Games (SUA)
- Alawar Entertainment (Rusia)
- Alchemist (Japonia)
- AliceSoft (Japonia)
- AlphaDream (Japonia)
- Alphapolis (Japonia)
- Alternative Software (Regatul Unit)
- Altron (Japonia)
- Ambrosia Software (SUA)
- American Game Cartridges (SUA)
- American Laser Games (SUA)
- AMI (Japonia)
- Amiga (SUA)
- Amplitude Studios (Franța)
- Amsoft (Regatul Unit)
- Anco (Regatul Unit)
- Andamiro (Coreea de Sud)
- Animoca (Hong Kong)
- Ankama Games (Franța)
- Annapurna Interactive (SUA)
- Anuman Interactive (Franța)
- Apogee Software (SUA)
- AQ Interactive (Japonia)
- Aquaplus (Japonia)
- Arc System Works (Japonia)
- ARG Informatique (Franța)
- Arika (Japonia)
- Armor Games (SUA)
- Arush Entertainment (SUA)
- ASC Games (SUA)
- Ascaron Entertainment (Germania)
- ASCII (Japonia)
- Asmik Ace Entertainment (Japonia)
- Aspyr (SUA)
- Asymmetric Publications (SUA)
- Atari (Franța)
- Atari Corporation (SUA)
- Atari Games (SUA)
- Atari Inc. (SUA)
- Atari Inc. (filiale d'Atari SA) (SUA)
- Atari Interactive (SUA)
- Atari SA (Franța)
- Athena (Japonia)
- Atlantis Interactive Entertainment (Franța)
- Atlus (Japonia)
- Attic Entertainment Software (Germania)
- Automated Simulations (SUA)
- Avalon Hill (SUA)
- Aztech New Media (SUA)

## B
- Bally Midway Manufacturing Company (SUA)
- Bam! Entertainment (SUA)
- Bandai (Japonia)
- Bandai Namco Entertainment (Japonia)
- Banpresto (Japonia)
- Battlefront.com (SUA)
- BBC Multimedia (Regatul Unit)
- Bethesda Softworks (SUA)
- BHV Software (Germania)
- Bigben Interactive (Franța)
- Bigpoint (Germania)
- Bishop (Japonia)
- BitRabbit (Irlanda)
- Black Bean Games (Italia)
- Black Pearl Software (SUA)
- Blackstar Interactive (Germania)
- Bleu-ciel informatique (Franța)
- Blizzard Entertainment (SUA)
- Blue Byte (Germania)
- Blue Mammoth Games (SUA)
- Blue Planet Software (SUA)
- BMG Interactive (SUA)
- Bohemia Interactive (Cehia)
- Bonnier Multimedia (Suedia)
- Bottom Up (Japonia)
- Brøderbund Software (SUA)
- Buena Vista Games (SUA)
- Buka Entertainment (Rusia)
- Bulkypix (Franța)
- Bullet-Proof Software (SUA)
- Bungie Studios (SUA)
- Bushiroad (Japonia)

## C
- C&E (Japonia)
- Camerica (Canada)
- Canal+ Multimedia (Franța)
- Capcom (Japonia)
- Capstone Software (SUA)
- Capybara Games (Canada)
- Cave (Japonia)
- Cavedog Entertainment (SUA)
- CCP (Islande)
- CD Projekt (Polonia)
- cdv Software Entertainment (Germania)
- Cenega (Polonia)
- Centuri (SUA)
- Cheetah Mobile (China)
- ChessBase (Germania)
- Chucklefish (Regatul Unit)
- Chunsoft (Japonia)
- CI Games (Polonia)
- Cinematronics (SUA)
- Cipher Prime (SUA)
- CipSoft (Germania)
- Cobrasoft (Franța)
- Codemasters (Regatul Unit)
- Coffee Stain Studios (Suedia)
- Coktel Vision (Franța)
- Coleco (SUA)
- Collavier Corporation (Japonia)
- Color Dreams (SUA)
- CommaVid (SUA)
- Commodore (SUA)
- Compile (Japonia)
- Conspiracy Entertainment (SUA)
- Core Design (Regatul Unit)
- Crave Entertainment (SUA)
- Creative Mobile (Estonia)
- CRL Group (Regatul Unit)
- Cryo Interactive (Franța)
- Crystal Dynamics (SUA)
- Crytek (Germania)
- Culture Brain (Japonia)
- Curve Digital (Regatul Unit)
- Cyan Worlds (SUA)
- Cyanide (Franța)
- Cyberdreams (SUA)
- CyberStep (Japonia)
- Cygames (Japonia)

## D
- D3 Publisher (Japonia)
- Daedalic Entertainment (Germania)
- Darewise (Franța)
- Data Becker (Germania)
- Data East (Japonia)
- Datamost (SUA)
- Datasoft (SUA)
- Davilex Games (Olanda)
- Daybreak Game Company (SUA)
- Dear Villagers (Franța)
- Deep Silver (Germania)
- Dejobaan Games (SUA)
- Delphine Software (Franța)
- Delta Tao Software (SUA)
- Destination Software (SUA)
- Devolver Digital (SUA)
- Digital Integration (Regatul Unit)
- Digital Jesters (Regatul Unit)
- Digital Pictures (SUA)
- Dinamic Software (Spania)
- Discovery Software (SUA)
- Disney Interactive (SUA)
- Disney Interactive Media Group (SUA)
- Disney Interactive Studios (SUA)
- Disney Mobile Studios (SUA)
- Domark (Regatul Unit)
- Dotemu (Franța)
- Double Damage Games (SUA)
- Double Fine Productions (SUA)
- Dovetail Games (Regatul Unit)
- DreamCatcher Interactive (Canada)
- DreamWorks Interactive (SUA)
- dtp entertainment (Germania)
- Dynamic Games (Brésil)
- Dynamix (SUA)

## E
- EA Chillingo (Regatul Unit)
- EA Sports (Canada)
- Edu-Ware (SUA)
- Eidos Interactive (SUA)
- Eighting (Japonia)
- Electric Dreams Software (Regatul Unit)
- Electronic Arts (SUA)
- Elite Systems (Regatul Unit)
- Embracer Group (Suedia)
- Emme Interactive (Franța)
- Empire Interactive (Regatul Unit)
- En Masse Entertainment (SUA)
- Encore Software (SUA)
- Enix (Japonia)
- Enlight Software (China)
- Enterbrain (Japonia)
- Entertainment Software Publishing (Japonia)
- Eon Digital Entertainment (Regatul Unit)
- Epic Games (SUA)
- Epic Records Japan (Japonia)
- Epoch (Japonia)
- Epyx (SUA)
- Ère informatique (Franța)
- ESTsoft (Coreea de Sud)
- Eugen Systems (Franța)
- Europress (Regatul Unit)
- Eversim (Franța)
- Evolved Games (SUA)
- Examu (Japonia)
- Exidy (SUA)
- Exkee (Franța)

## F
- Fabtek (SUA)
- Family Soft (Japonia)
- Farlan Entertainment (Mauritius)
- Fatshark (Suedia)
- FDG Entertainment (Germania)
- Feral Interactive (Regatul Unit)
- Firemonkeys Studios (Australia)
- Fishtank Interactive (Germania)
- Focus Home Interactive (Franța)
- FormGen (Canada)
- Fox Interactive (SUA)
- FoxNext (SUA)
- Franța Image Logiciel (Franța)
- Froggy Software (Franța)
- FromSoftware (Japonia)
- Frontier Developments (Regatul Unit)
- FTL Games (SUA)
- Funcom (Norvegia)
- Funsoft (SUA)
- FuRyu (Japonia)

## G
- G2 Games (SUA)
- Gaelco (Spania)
- Game Arts (Japonia)
- Game Bakers, The (Franța)
- Game Factory, The (Danemarca)
- Game&game (Coreea de Sud)
- Gameforge (Germania)
- Gameloft (Franța)
- Game Studios (SUA)
- GameTek (SUA)
- Garena (Singapore)
- Gargoyle Games (Regatul Unit)
- Gathering of Developers (SUA)
- Gaumont Multimédia (Franța)
- Gearbox Software (SUA)
- Genki (Japonia)
- Ghostlight (Japonia)
- Global Star Software (SUA)
- Glu Mobile (SUA)
- Good Shepherd Entertainment (Olanda)
- Goodgame Studios (Germania)
- Got Game Entertainment (SUA)
- Gotham Games (SUA)
- GOTO Games (Franța)
- Grandslam Interactive (Regatul Unit)
- Great (Japonia)
- GREE (Japonia)
- Greenwood Entertainment (Germania)
- Gremlin Graphics Software (Regatul Unit)
- Gremlin Industries (SUA)
- Grolier Interactive (Regatul Unit)
- GT Interactive Software (SUA)
- GT Value Products (SUA)
- GTE Entertainment (SUA)
- GungHo Online Entertainment (Japonia)
- Gust (Japonia)

## H
- HAL Laboratory (Japonia)
- Halfbrick (Australia)
- Hamster (Japonia)
- Harebrained Schemes (SUA)
- Hasbro Interactive (SUA)
- Hayden Software (SUA)
- Head Games Publishing (SUA)
- Headup Games (Germania)
- Hello Games (Regatul Unit)
- Hewson Consultants (Regatul Unit)
- Hi-Rez Studios (SUA)
- Hip Interactive (Canada)
- Hobby Japan (Japonia)
- Hudson Soft (Japonia)
- Human Entertainment (Japonia)
- Humble Bundle (SUA)
- Humongous (SUA)

## I
- Iceberg Interactive (Olanda)
- Id Software (SUA)
- Idea Factory (Japonia)
- IGS (Taiwan)
- IJK Software (Regatul Unit)
- Image & Form (Suedia)
- Image Space Incorporated (SUA)
- Image Works (Regatul Unit)
- Imagineer (Japonia)
- Imperia Online JSC (Bulgaria)
- Impressions Games (SUA)
- In-Fusio (Franța)
- IncaGold (SUA)
- Index+ (Franța)
- Indie Built (SUA)
- indiePub (SUA)
- Infocom (SUA)
- Infogrames Entertainment (Franța)
- Infogrames Interactive (SUA)
- Infogrames North America (SUA)
- Infomedia (Franța)
- Information Global Service (Japonia)
- InnoGames (Germania)
- Interactive Magic (SUA)
- Interactive Television Entertainment (Danemarca)
- Interchannel (Japonia)
- Interplay Entertainment (SUA)
- Interstel (SUA)
- Intracorp Entertainment (SUA)
- Introversion Software (Regatul Unit)
- Inti Creates (Japonia)
- inXile Entertainment (SUA)
- IQ Media (Suedia)
- Iridon Interactive (Suedia)
- Irem (Japonia)

## J
- Jagex (Regatul Unit)
- Jaleco (Japonia)
- Jorudan (Japonia)
- JoWooD Entertainment (Austria)
- Just Flight (Regatul Unit)
- Just for Games (Franța)

## K
- Kadokawa Games (Japonia)
- Kaga Create (Japonia)
- Kairosoft (Japonia)
- Kalypso Media (Germania)
- Kaneko (Japonia)
- Kemco (Japonia)
- Ketchapp (Franța)
- Kiddinx (Germania)
- King (Regatul Unit)
- Klei Entertainment (Canada)
- Kobojo (Franța)
- Koei (Japonia)
- Koei Tecmo (Japonia)
- Konami (Japonia)
- Krafton (Coreea de Sud)
- Krome Studios Melbourne (Australia)

## L
- Lankhor (Franța)
- Larian Studios (Belgique)
- Last Day of Work (SUA)
- LCG Entertainment (SUA)
- Learning Company, The (SUA)
- Legacy Interactive (SUA)
- Legend Entertainment Company (SUA)
- Lego Interactive (SUA)
- Leland Corporation (SUA)
- Lemon Interactive (Polonia)
- Level-5 (Japonia)
- Lexis Numérique (Franța)
- Lighthouse Interactive (Olanda)
- Linden Lab (SUA)
- LJN (SUA)
- Llamasoft (Regatul Unit)
- Loriciel (Franța)
- LucasArts (SUA)

## M
- M. C. Lothlorien (Regatul Unit)
- MacPlay (SUA)
- MacSoft Games (SUA)
- Madfinger Games (Cehia)
- Magical Company (Japonia)
- Majesco Entertainment (SUA)
- Malfador Machinations (SUA)
- MangaGamer (Japonia)
- Marvel Games (SUA)
- Marvelous (Japonia)
- Marvelous Entertainment (Japonia)
- Marvelous USA (SUA)
- Matrix Games (Regatul Unit)
- Masaya (Japonia)
- Mastertronic (Regatul Unit)
- Mattel Electronics (SUA)
- Maxis (SUA)
- MC2 Franța (Franța)
- Melbourne House (Australia)
- Meridian4 (Canada)
- Merscom (SUA)
- Metro3D (SUA)
- MGM Interactive (SUA)
- Mi-Clos Studio (Franța)
- Micro Application (Franța)
- Microfolie's (Franța)
- Microids (Franța)
- Micronet co., Ltd. (Japonia)
- MicroProse (SUA)
- Microsoft (SUA)
- Midas Interactive Entertainment (Olanda)
- Midway Games (SUA)
- Mikengreg (SUA)
- Milestone Interactive (Italia)
- Millennium Interactive (SUA)
- Milton Bradley Company (SUA)
- Mindscape (SUA)
- Mirrorsoft (Regatul Unit)
- Mitchell Corporation (Japonia)
- Mojang (Suedia)
- Molleindustria (Italia)
- Monolith Productions (SUA)
- Monte Cristo Multimedia (Franța)
- Montparnasse Multimedia (Franța)
- Moonstone (Japonia)
- MOSS (Japonia)
- Motion Twin (Franța)
- MTO (Japonia)
- MTV Games (SUA)
- Muse Software (SUA)
- Mystique (SUA)

## N
- Namco (Japonia)
- Natsume (Japonia)
- Navel (Japonia)
- Navigo (Germania)
- NBCUniversal Entertainment Japan (Japonia)
- NCS Corporation (Japonia)
- NCsoft (Coreea de Sud)
- Neko Entertainment (Franța)
- NeocoreGames (Ungaria)
- Neowiz Games (Coreea de Sud)
- NetEase (China)
- New World Computing (SUA)
- Nexon (Japonia)
- ngmoco (SUA)
- Niantic (SUA)
- Nicalis (SUA)
- Nightdive Studios (SUA)
- Nihon Bussan (Japonia)
- Nihon Falcom (Japonia)
- NimbleBit (SUA)
- Nintendo (Japonia)
- Nippon Ichi Software (SUA)
- Nitroplus (Japonia)
- Nival Interactive (Rusia)
- Nova Productions (Regatul Unit)
- NovaLogic (SUA)
- Now Production (Japonia)
- Nobilis (Franța)

## O
- O3 Entertainment (SUA)
- Oasys Mobile (SUA)
- Ocean Software (Regatul Unit)
- Octagon Entertainment (SUA)
- Oculus (SUA)
- Omnitrend Software (SUA)
- On Deck Interactive (SUA)
- On-Line Systems (SUA)
- One Stop Direct (Regatul Unit)
- Opal Games (Franța)
- Origin Systems (SUA)
- Outfit7 (Regatul Unit)
- Oxygen Games (Regatul Unit)

## P
- Pack-In-Video (Japonia)
- Palace Software (Regatul Unit)
- PAN Interactive (Suedia)
- Pangea Software (SUA)
- Panasonic Interactive Media (SUA)
- Paradox Interactive (Suedia)
- Paramount Digital Entertainment (SUA)
- Penguin Software (SUA)
- Perfect World (China)
- Personal Software Services (Regatul Unit)
- Petit Ferret (Japonia)
- Philips Media (SUA)
- Plarium (Israël)
- Playdigious (Franța)
- Playlogic Entertainment (Olanda)
- Playmore (Japonia)
- Pokémon Company, The (Japonia)
- Pony Canyon (Japonia)
- PopCap Games (SUA)
- Portkey Games (Regatul Unit)
- Positech Games (Regatul Unit)
- Pretty Simple (Franța)
- Private Division (SUA)
- Psikyo (Japonia)
- Psygnosis (Regatul Unit)
- Psyonix (SUA)
- PUBG Corporation (Coreea de Sud)
- Purple Moon (SUA)

## Q
- Q-Games (Japonia)
- Quantic Dream (Franța)
- Quantum Quality Productions (SUA)

## R
- Rage Software (Regatul Unit)
- Rare (Regatul Unit)
- Rainbow Arts (Germania)
- Rainbow Production (Franța)
- Ravensburger Interactive (Germania)
- RAW Entertainment (SUA)
- Raw Fury (Suedia)
- ReadySoft Incorporated (Canada)
- Reality Squared Games (China)
- Realtime Associates (SUA)
- Rebellion Developments (Regatul Unit)
- Red Barrels (Canada)
- Red Entertainment (Japonia)
- Red Orb Entertainment (SUA)
- Red Storm Entertainment (SUA)
- RedOctane (SUA)
- Reef Entertainment (Regatul Unit)
- Renegade Software (Regatul Unit)
- Renovation Products (SUA)
- Riot Games (SUA)
- Ripcord Games (SUA)
- Rising Star Games (Regatul Unit)
- Rockstar Games (SUA)
- Romstar (SUA)
- Rovio Entertainment (Finlande)
- Russobit-M (Rusia)

## S
- Sammy (Japonia)
- Sanritsu Denki (Japonia)
- Scavenger (SUA)
- SCi Entertainment (Regatul Unit)
- Scimob (Franța)
- Scopely (SUA)
- SdLL (Franța)
- Sega (Japonia)
- Sega of America (SUA)
- SegaSoft (SUA)
- Seta (Japonia)
- Serenity Forge (États-unis)
- Shin'en Multimedia (Germania)
- Shiro Games (Franța)
- Shrapnel Games (SUA)
- Shūeisha (Japonia)
- Sierra Entertainment (SUA)
- Simon & Schuster Interactive (SUA)
- SIMS Co. (Japonia)
- Simulations Canada (Canada)
- Sir-Tech (SUA)
- Sirius Software (SUA)
- Slash (SUA)
- Small Rockets (Regatul Unit)
- Snail (China)
- SNK (Japonia)
- SNK Playmore (Japonia)
- Société occitane d'électronique (Franța)
- Soft Vision (Regatul Unit)
- Softdisk (SUA)
- Sony Interactive Entertainment (SUA)
- Sony Online Entertainment (SUA)
- SouthPeak Games (SUA)
- Spectrum HoloByte (SUA)
- Spiderweb Software (SUA)
- Spike (Japonia)
- Spike Chunsoft (Japonia)
- Square (Japonia)
- Square Enix (Japonia)
- Stardock (SUA)
- Stern Electronics (SUA)
- Strategic Simulations (SUA)
- Strategic Studies Group (Australia)
- Strategy First (Canada)
- SubLogic (SUA)
- Success (Japonia)
- Sulake (Japonia)
- Sumo Digital (Regatul Unit)
- Sunflowers (Germania)
- Sunsoft (Japonia)
- Supercell (Finlande)
- Swing! Entertainment (Germania)
- Synapse Software (SUA)
- System 3 (Regatul Unit)

## T
- T&E Soft (Japonia)
- TAD (Japonia)
- Taito (Japonia)
- Takara Tomy (Japonia)
- Take-Two Interactive (SUA)
- Tale of Tales (Belgique)
- TalonSoft (SUA)
- Tapulous (SUA)
- Taxan (Regatul Unit)
- T-Bull (Polonia)
- TDK Mediactive Europe (Germania)
- TDK Mediactive Inc. (SUA)
- Team17 (Regatul Unit)
- Techland (Polonia)
- Technōs Japan (Japonia)
- Tecmo (Japonia)
- Telecomsoft / Firebird / Silverbird / Rainbird (Regatul Unit)
- Telenet Japan (Japonia)
- Telltale Games (SUA)
- Telstar (Regatul Unit)
- Tencent Holdings (China)
- Tengen (SUA)
- Teque Software (Regatul Unit)
- Thalion Software (Germania)
- Thinking Rabbit (Japonia)
- THQ (SUA)
- THQ Nordic (Austria)
- Three Melons (Argentina)
- Three-Sixty Pacific (SUA)
- Tiertex Design Studios (Regatul Unit)
- Time Warner Interactive (SUA)
- tinyBuild Games (SUA)
- Titus Interactive (Franța)
- Toaplan (Japonia)
- Toca Boca (Suedia)
- Tokuma Shoten (Japonia)
- Tomahawk (Franța)
- Tommo (SUA)
- Tonkin House (Japonia)
- TopWare Interactive (Germania)
- Towa Chiki (Japonia)
- Tradewest (SUA)
- Tradewest Digital (Regatul Unit)
- Tradewest Games (Franța)
- Tripwire Interactive (SUA)
- TT Games (Regatul Unit)

## U
- U.S. Gold (SUA)
- Ubisoft (Franța)
- UFO Interactive (SUA)
- UK Gold (SUA)
- Ultimate Play the Game (Regatul Unit)
- Ultra Software (SUA)
- Uniana (Coreea de Sud)
- Universal Entertainment (Japonia)
- Universal Interactive (SUA)
- UPL (Japonia)
- UTV Ignition Games (Regatul Unit)
- UTV Indiagames (Inde)
- UTV True Games (SUA)

## V
- ValuSoft (SUA)
- Vatical Entertainment (SUA)
- Valve (SUA)
- Verant Interactive (SUA)
- Versus Evil (SUA)
- Viacom Multimedia (SUA)
- Vic Tokai (SUA)
- Victor Entertainment (Japonia)
- Victor Interactive Software (Japonia)
- Video System (Japonia)
- Virgin Interactive (Regatul Unit)
- Virtual Programming (Regatul Unit)
- Vivendi Games (SUA)
- VIZ Media (Japonia)
- Vlambeer (Olanda)
- Voodoo (Franța)

## W
- Wadjet Eye Games (SUA)
- Wanadoo Edition (Franța)
- Wargaming.net (Belarus)
- Warner Bros. Interactive Entertainment (SUA)
- Warner Interactive Entertainment (Regatul Unit)
- WayForward Technologies (SUA)
- Webzen (Coreea de Sud)
- Wemade Entertainment (Coreea de Sud)
- WildTangent (SUA)
- Williams Electronics Games (SUA)
- Windmill Software (Canada)
- Winkysoft (Japonia)
- Wisdom Tree (SUA)
- WizardWorks Group, The (SUA)
- WizardWorks Software (SUA)
- Wolf Team (Japonia)
- Working Designs (SUA)
- WMS Industries (SUA)

## X
- Xicat Interactive (SUA)
- Xbox Game Studios (SUA)
- XS Games (SUA)
- XSEED Games (SUA)

## Y
- Yamasa (Japonia)
- Yanoman (Japonia)
- Yuke's (Japonia)
- Yutaka (Japonia)

## Z
- Zachtronics (SUA)
- Zallag (Franța)
- Zen Studios (Ungaria)
- ZeniMax Media (SUA)
- Zimag (SUA)
- Zoo (Japonia)
- Zoo Digital Publishing (Regatul Unit)
- Zoo Games (SUA)
- Zushi Games (Regatul Unit)
- Zuxxez Entertainment (Germania)
- Zynga (SUA)